# Годовая процентная доходность
Годовая процентная доходность (англ. Annual Percentage Yield, APY) — ставка дохода, вычисленная с учётом применения к депозитам или инвестиционным продуктам сложных процентов. Позволяет упростить сравнение доходности для годовых сложных процентов с различающимися интервалами начисления дохода (когда проценты начисляются несколько раз в году по годовой сложной процентной ставке). Годовая процентная доходность (APY) показывает такую процентную ставку доходности, как если бы годовой сложный процент начислялся один раз в год и давал бы такую же наращенную стоимость (будущая (приведенная) стоимость) как при начислении рассматриваемого годового сложного процента, который выплачивается несколько раз в год.
Формула вычисления годовой процентной доходности
{\displaystyle APY=\left(1+{\frac {i_{nom}}{N}}\right)^{N}-1}
где
{\displaystyle i_{nom}} — номинальная ставка годового сложного процента,
{\displaystyle N} — количество интервалов начисления годового сложного процента в год.
Так, если банк начисляет доход по годовому сложному проценту ежедневно (интервал начисления годового сложного процента равен одному дню, в году таких интервалов 365) {\displaystyle N=365}, ежедневно начисляется доход из расчета {\displaystyle {\frac {i_{nom}}{N}}={\frac {i_{nom}}{365}}}. Если ставка годового сложного процента равна {\displaystyle 0,06} ({\displaystyle 6\%}), то годовая процентная доходность вычисляется следующим образом:
{\displaystyle APY=\left(1+{\frac {0,06}{365}}\right)^{365}-1=0,0618313}